# سیارک ۱۵۶۲۲
سیارک ۱۵۶۲۲ (به انگلیسی: 15622 Westrich، نامگذاری:2000HY20) پانزده هزار و ششصد و بیست و دومین سیارک کشف شده‌است که در ۲۷ آوریل ۲۰۰۰ کشف شد.
قدر مطلق سیارک برابر ۱۵.۵ است.